# Municipio de Churumuco
El municipio de Churumuco es una de los 113 entidades administrativas en que se encuentra dividido el estado mexicano de Michoacán de Ocampo. 
Se ubica en la región de Tierra Caliente. Forma parte de la región socioeconómica X-Infiernillo, junto con los municipios de Ario, Gabriel Zamora, La Huacana, Múgica y Nuevo Urecho.

## Toponimia
El nombre Churumuco proviene de la palabra purépecha ch'urhúmekua que se interpreta como ‘pico de ave’.

## Geografía
Se encuentra en el sureste del estado de Michoacán y abarca una superficie de 1112.5 km². Limita al noreste con el municipio de Turicato; al sureste con el municipio de Huetamo; al sur con el Estado de Guerrero, respectivamente, con los municipios de Zirándaro y Coahuayutla de José María Izazaga; al noreste con el municipio de Turicato; al noroeste con el municipio de Arteaga; y al oeste con el municipio de La Huacana.
Se ubica a una altitud de 251 m s. n. m. en la cabecera municipal, aunque existen altitudes de hasta 1500 m s. n. m. en la parte norte del municipio con límites en La Huacana y Turicato, así como altitudes mínimas de 150 m s. n. m. en la parte sur del municipio, entre los límites de los municipios de Arteaga y Coahuayutla, en la parte conocida como Infiernillo.
Los principales cuerpos de agua de Churumuco son los ríos la Caña, la Higuera, Poturo, Carrizalito, Grande, Milpillas y el río Balsas. 
En cuestiones de presas el municipio incluye en gran parte la presa de Infiernillo.
En el municipio de Churumuco el clima se ve influenciado por la altitud. Conforme disminuye la altitud el clima se torna más seco y más caluroso. También existen diferentes tipos de clima, los cuales son el tropical con lluvias en verano en la mayoría del norte del municipio con precipitaciones que varían de 700 mm a 1200 mm; el seco tipo estepa en partes del centro del municipio y en partes aisladas en el sur, con precipitaciones de 500 mm a 700 mm y finalmente clima muy seco en la parte sur del municipio, con precipitaciones inferiores a 400 mm al año. 
Las temperaturas, al igual que las precipitaciones, son variadas en el municipio. En la parte norte del municipio hay temperaturas máximas de 35 °C (en mayo) y la mínima promedio es de 12 °C en los meses de diciembre y enero. La parte centro experimenta temperaturas de 38 °C máxima promedio y mínima de 16 °C. Y finalmente la parte sur, la más calurosa, registra temperaturas de 40 °C máximas promedio en el mes de mayo y mínimas de 17 °C. La temperatura máxima extrema del municipio fue de 48.7 °C en la comunidad de San Martín del Naranjo a una altitud de 173 m s. n. m.; así como la mínima extrema es de 0.1 °C en la comunidad de La Laja con altitud de 1438 m s. n. m.
| Parámetros climáticos promedio de Churumuco (La Laja) parte norte del municipio 1448 m s. n. m. | Parámetros climáticos promedio de Churumuco (La Laja) parte norte del municipio 1448 m s. n. m. | Parámetros climáticos promedio de Churumuco (La Laja) parte norte del municipio 1448 m s. n. m. | Parámetros climáticos promedio de Churumuco (La Laja) parte norte del municipio 1448 m s. n. m. | Parámetros climáticos promedio de Churumuco (La Laja) parte norte del municipio 1448 m s. n. m. | Parámetros climáticos promedio de Churumuco (La Laja) parte norte del municipio 1448 m s. n. m. | Parámetros climáticos promedio de Churumuco (La Laja) parte norte del municipio 1448 m s. n. m. | Parámetros climáticos promedio de Churumuco (La Laja) parte norte del municipio 1448 m s. n. m. | Parámetros climáticos promedio de Churumuco (La Laja) parte norte del municipio 1448 m s. n. m. | Parámetros climáticos promedio de Churumuco (La Laja) parte norte del municipio 1448 m s. n. m. | Parámetros climáticos promedio de Churumuco (La Laja) parte norte del municipio 1448 m s. n. m. | Parámetros climáticos promedio de Churumuco (La Laja) parte norte del municipio 1448 m s. n. m. | Parámetros climáticos promedio de Churumuco (La Laja) parte norte del municipio 1448 m s. n. m. | Parámetros climáticos promedio de Churumuco (La Laja) parte norte del municipio 1448 m s. n. m. |
| Mes                                                                                             | Ene.                                                                                            | Feb.                                                                                            | Mar.                                                                                            | Abr.                                                                                            | May.                                                                                            | Jun.                                                                                            | Jul.                                                                                            | Ago.                                                                                            | Sep.                                                                                            | Oct.                                                                                            | Nov.                                                                                            | Dic.                                                                                            | Anual                                                                                           |
| ----------------------------------------------------------------------------------------------- | ----------------------------------------------------------------------------------------------- | ----------------------------------------------------------------------------------------------- | ----------------------------------------------------------------------------------------------- | ----------------------------------------------------------------------------------------------- | ----------------------------------------------------------------------------------------------- | ----------------------------------------------------------------------------------------------- | ----------------------------------------------------------------------------------------------- | ----------------------------------------------------------------------------------------------- | ----------------------------------------------------------------------------------------------- | ----------------------------------------------------------------------------------------------- | ----------------------------------------------------------------------------------------------- | ----------------------------------------------------------------------------------------------- | ----------------------------------------------------------------------------------------------- |
| Temp. máx. abs. (°C)                                                                            | 33                                                                                              | 36                                                                                              | 34                                                                                              | 37                                                                                              | 40                                                                                              | 41                                                                                              | 35                                                                                              | 32                                                                                              | 33                                                                                              | 34                                                                                              | 34                                                                                              | 33                                                                                              | 41                                                                                              |
| Temp. máx. media (°C)                                                                           | 26.0                                                                                            | 28.2                                                                                            | 31.1                                                                                            | 33.7                                                                                            | 34.3                                                                                            | 32.5                                                                                            | 28.2                                                                                            | 29.3                                                                                            | 29.3                                                                                            | 30.3                                                                                            | 27.1                                                                                            | 25.7                                                                                            | 34.3                                                                                            |
| Temp. mín. media (°C)                                                                           | 13                                                                                              | 12                                                                                              | 13                                                                                              | 14                                                                                              | 16                                                                                              | 17                                                                                              | 15                                                                                              | 15                                                                                              | 15.6                                                                                            | 14.5                                                                                            | 13.9                                                                                            | 12.7                                                                                            | 12                                                                                              |
| Temp. mín. abs. (°C)                                                                            | 0.1                                                                                             | 1.3                                                                                             | 7.2                                                                                             | 5.1                                                                                             | 8.3                                                                                             | 10.2                                                                                            | 9.4                                                                                             | 10.2                                                                                            | 8.9                                                                                             | 9.2                                                                                             | 4.5                                                                                             | 3.2                                                                                             | 0.1                                                                                             |
| Precipitación total (mm)                                                                        | 21                                                                                              | 6                                                                                               | 4                                                                                               | 4                                                                                               | 31                                                                                              | 201                                                                                             | 277                                                                                             | 252                                                                                             | 229                                                                                             | 97                                                                                              | 22                                                                                              | 6                                                                                               | 1150                                                                                            |
| Fuente: Servicio Meteorológico Nacional 8 de junio de 2008                                      |                                                                                                 |                                                                                                 |                                                                                                 |                                                                                                 |                                                                                                 |                                                                                                 |                                                                                                 |                                                                                                 |                                                                                                 |                                                                                                 |                                                                                                 |                                                                                                 |                                                                                                 |

| Parámetros climáticos promedio de Churumuco de Morelos (cabecera Municipal) 181 m s. n. m. | Parámetros climáticos promedio de Churumuco de Morelos (cabecera Municipal) 181 m s. n. m. | Parámetros climáticos promedio de Churumuco de Morelos (cabecera Municipal) 181 m s. n. m. | Parámetros climáticos promedio de Churumuco de Morelos (cabecera Municipal) 181 m s. n. m. | Parámetros climáticos promedio de Churumuco de Morelos (cabecera Municipal) 181 m s. n. m. | Parámetros climáticos promedio de Churumuco de Morelos (cabecera Municipal) 181 m s. n. m. | Parámetros climáticos promedio de Churumuco de Morelos (cabecera Municipal) 181 m s. n. m. | Parámetros climáticos promedio de Churumuco de Morelos (cabecera Municipal) 181 m s. n. m. | Parámetros climáticos promedio de Churumuco de Morelos (cabecera Municipal) 181 m s. n. m. | Parámetros climáticos promedio de Churumuco de Morelos (cabecera Municipal) 181 m s. n. m. | Parámetros climáticos promedio de Churumuco de Morelos (cabecera Municipal) 181 m s. n. m. | Parámetros climáticos promedio de Churumuco de Morelos (cabecera Municipal) 181 m s. n. m. | Parámetros climáticos promedio de Churumuco de Morelos (cabecera Municipal) 181 m s. n. m. | Parámetros climáticos promedio de Churumuco de Morelos (cabecera Municipal) 181 m s. n. m. |
| Mes                                                                                        | Ene.                                                                                       | Feb.                                                                                       | Mar.                                                                                       | Abr.                                                                                       | May.                                                                                       | Jun.                                                                                       | Jul.                                                                                       | Ago.                                                                                       | Sep.                                                                                       | Oct.                                                                                       | Nov.                                                                                       | Dic.                                                                                       | Anual                                                                                      |
| ------------------------------------------------------------------------------------------ | ------------------------------------------------------------------------------------------ | ------------------------------------------------------------------------------------------ | ------------------------------------------------------------------------------------------ | ------------------------------------------------------------------------------------------ | ------------------------------------------------------------------------------------------ | ------------------------------------------------------------------------------------------ | ------------------------------------------------------------------------------------------ | ------------------------------------------------------------------------------------------ | ------------------------------------------------------------------------------------------ | ------------------------------------------------------------------------------------------ | ------------------------------------------------------------------------------------------ | ------------------------------------------------------------------------------------------ | ------------------------------------------------------------------------------------------ |
| Temp. máx. abs. (°C)                                                                       | 39                                                                                         | 41                                                                                         | 42                                                                                         | 46                                                                                         | 44.5                                                                                       | 48                                                                                         | 41.5                                                                                       | 41.5                                                                                       | 40.5                                                                                       | 41                                                                                         | 41                                                                                         | 40.5                                                                                       | 48                                                                                         |
| Temp. máx. media (°C)                                                                      | 35.0                                                                                       | 35.6                                                                                       | 37.2                                                                                       | 38.7                                                                                       | 40.3                                                                                       | 37.5                                                                                       | 35.5                                                                                       | 35.3                                                                                       | 35.2                                                                                       | 36.3                                                                                       | 36.1                                                                                       | 35                                                                                         | 40.3                                                                                       |
| Temp. mín. media (°C)                                                                      | 20.6                                                                                       | 20.9                                                                                       | 21.8                                                                                       | 23                                                                                         | 25.4                                                                                       | 24.5                                                                                       | 23.6                                                                                       | 23.6                                                                                       | 22.8                                                                                       | 21.6                                                                                       | 20                                                                                         | 19.9                                                                                       | 25.4                                                                                       |
| Temp. mín. abs. (°C)                                                                       | 14.5                                                                                       | 15                                                                                         | 15                                                                                         | 17                                                                                         | 18                                                                                         | 19                                                                                         | 20                                                                                         | 19                                                                                         | 18                                                                                         | 15                                                                                         | 15                                                                                         | 13.5                                                                                       | 13.5                                                                                       |
| Precipitación total (mm)                                                                   | 5.7                                                                                        | 1.8                                                                                        | 1.9                                                                                        | 1.1                                                                                        | 10.4                                                                                       | 90.7                                                                                       | 120.8                                                                                      | 115.2                                                                                      | 72.1                                                                                       | 36.2                                                                                       | 110.7                                                                                      | 4.6                                                                                        | 420.2                                                                                      |
| Días de lluvias (≥ 1 mm)                                                                   | 0.2                                                                                        | 0.1                                                                                        | 0.1                                                                                        | 0.1                                                                                        | 1.3                                                                                        | 10.6                                                                                       | 9.1                                                                                        | 9.7                                                                                        | 8.6                                                                                        | 4.1                                                                                        | 0.7                                                                                        | 0.3                                                                                        | 44.9                                                                                       |
| Fuente: Servicio Meteorológico Nacional 8 de junio de 2008                                 |                                                                                            |                                                                                            |                                                                                            |                                                                                            |                                                                                            |                                                                                            |                                                                                            |                                                                                            |                                                                                            |                                                                                            |                                                                                            |                                                                                            |                                                                                            |

Flora

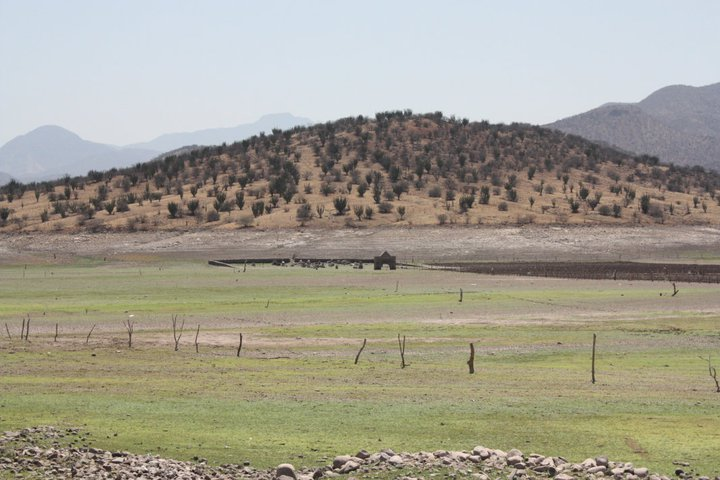
Paisaje de Churumuco, Michoacán, México.

El municipio cuenta con una flora diversa, en donde existen especies de cactus (Coryphnatha, Cephalocereus, Opuntia, Peniocerus, Pereskiopsis, Stenocereus, Backebergia militaris, etc.), parotas, tepehuaje, ceiba, mezquite, huizache, pinzan, pitíres, etc.
Fauna
El municipio también cuenta con especies como: el venado, monstruo de Gila, zorro, escorpión, huilota, cuinique, armadillo, iguana, geckos, coyote, águila, cuervo, gavilán, urraca, boa, carpa, mojarra, tejón, etc.

## Población
La población total del municipio de Churumuco es de 12 342 habitantes, lo que representa un decrecimiento promedio de -1.5 % anual en el período 2010-2020 sobre la base de los 14 366 habitantes registrados en el censo anterior. Al año 2020 la densidad del municipio era de 11,13 hab/km².
| Gráfica de evolución demográfica de Municipio de Churumuco entre 2000 y 2020 |
|                                                                              |
| Fuente: Instituto Nacional de Estadística Geografía e Informática            |

En el año 2010 estaba clasificado como un municipio de grado alto de vulnerabilidad social, con el 39.45 % de su población en estado de pobreza extrema.
La población del municipio está mayoritariamente alfabetizada (18.54 % de personas analfabetas al año 2010) con un grado de escolarización en torno de los 5.5 años. Solo el 0.24 % de la población se reconoce como indígena.

### Localidades
En el censo de 2020 el municipio de Churumuco contaba con 75 localidades.
| Código INEGI      | Localidad            | Población (2020) |
| ----------------- | -------------------- | ---------------- |
| 160290001         | Churumuco de Morelos | 4 407            |
| 160290076         | Poturo               | 1 043            |
| Otras localidades | Otras localidades    | 6 892            |
| Total municipal   | Total municipal      | 12 342           |

## Economía
Las principales actividades del municipio son la agricultura, la pesca y la ganadería. Según el número de unidades productivas activas, los sectores económicos más dinámicos según el censo económico de 2019, son el comercio minorista, los servicios vinculados al alojamiento temporal y la elaboración de alimentos y bebidas y en menor medida la producción de bienes manufacturados.